# جام ملت‌های آفریقا ۱۹۵۹
جام ملت‌های آفریقا ۱۹۵۹ (به انگلیسی: 1959 African Cup of Nations) دومین دوره از رقابت‌های جام ملت‌های آفریقا بود که بین روزهای ۲۲ تا ۲۹ مه سال ۱۹۵۹ به میزبانی جمهوری متحده عربی (اتحاد کوتاه مدت مصر و سوریه) زیر نظر کنفدراسیون فوتبال آفریقا برگزار شد. این رقابت‌ها با حضور ۳ تیم و در شهر قاهره مصر برگزار شد. کشور مصر (جمهوری متحده عربی) در این رقابت‌ها به قهرمانی رسید.

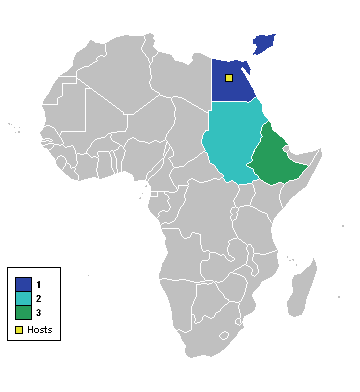
کشورهای شرکت کننده در جام ملت‌های آفریقا ۱۹۵۹

## ورزشگاه‌ها
| قاهره          | قاهره |
| ورزشگاه الاهلی | قاهره |
| ظرفیت: ۲۵٬۰۰۰  | قاهره |
|                | قاهره |

## دوره نهایی
| تیم              | بازی | برد | مساوی | باخت | گل زده | گل خورده | تفاضل گل | امتیاز |
| ---------------- | ---- | --- | ----- | ---- | ------ | -------- | -------- | ------ |
| جمهوری متحد عربی | ۲    | ۲   | ۰     | ۰    | ۶      | ۱        | ۵+       | ۴      |
| سودان            | ۲    | ۱   | ۰     | ۱    | ۲      | ۲        | ۰        | ۲      |
| اتیوپی           | ۲    | ۰   | ۰     | ۲    | ۰      | ۵        | ۵-       | ۰      |

| جمهوری متحد عربی                                | ۴–۰    | اتیوپی |
| ----------------------------------------------- | ------ | ------ |
| محمود الجوهری ۲۹'، ۴۲'، ۷۳' · میمی الشربینی ۶۴' | Report |        |

| سودان      | ۱–۰    | اتیوپی |
| ---------- | ------ | ------ |
| Drissa ۴۰' | Report |        |

| جمهوری متحد عربی   | ۲–۱    | سودان      |
| ------------------ | ------ | ---------- |
| عصام بهیج ۱۲'، ۸۹' | Report | Manzul ۶۵' |

## قهرمان
| قهرمان جام ملت‌های آفریقا ۱۹۵۹    |
| -------------------------------- |
| · جمهوری متحد عربی · دومین عنوان |

## گلزنان
۳ گل
- محمود الجوهری

۲ گل
- عصام بهیج

۱ گل
- میمی الشربینی
- Drissa
- Manzul